# Suppletivismo
In linguistica, si intende per suppletivismo (o polimorfia lessicale) un fenomeno per cui, nell'ambito di uno stesso paradigma, le diverse forme derivano da radici diverse.
Per esempio, il verbo italiano andare si forma da due diverse basi etimologiche: mentre la prima e la seconda persona plurale del presente indicativo seguono coerentemente la base indicata dall'infinito andare (quindi andiamo e andate), le restanti persone ricorrono a forme derivate da una radice "riemersa" dal verbo latino vădĕre, cioè vad-. Questo tipo di suppletivismo è detto "primario" o "forte": tra le varie forme, c'è un legame semantico, che formalmente però non ha nessuna evidenza. Quello "secondario" o "debole" indica che la variazione avviene invece all'interno della medesima radice: così, per esempio, il verbo italiano dovere presenta variazioni (dev-, dov-, dobb-, debb-) fondate sull’unica base del verbo latino debēre. In quest’ultimo caso, il legame formale ha una sua evidenza.
Casi di suppletivismo debole sono le forme leggermente diverse fondate su unica base per sostantivi o aggettivi: così arboreo e albero, eburneo e avorio, aureo e oro, buono e bontà ecc. In molti casi, queste variazioni dipendono dalla formazione stratificata dei lessici delle diverse lingue, come occorre nelle lingue romanze che costituiscono il proprio lessico con parole di trafila popolare e con parole di trafila dotta (quali sono i latinismi). Altri esempi analoghi sono: fegato ed epatico, uccello e aviario, bocca e orale, gatto e felino, forme in cui non si è manifestata una derivazione di tipo consueto.
Suppletivismi forti si avvertono nel paradigma del verbo inglese to go, "andare" (go, went, gone) o del verbo latino fero, "io porto" (fero, fers, tuli, latum, ferre) o, ancora, nelle forme del verbo francese être, "essere" (je suis, j'étais, je fus, rispettivamente "sono", "ero" e "fui"). Un altro caso è rappresentato dai gradi dell'aggettivo e dell'avverbio in tedesco: gut ("bene", "buono"), besser ("meglio", "migliore") am besten ("nel migliore dei modi").